# Holger Meins
Holger Meins (Hamburg, 1941. október 26. – Wittlich, 1974. november 9.) nyugatnémet dokumentumfilmes, radikális baloldali terrorista, a Vörös Hadsereg Frakció tagja.

## Élete

### Ifjúsága
Holger Meins a gazdag hamburgi kereskedő, Wilhelm Julius Meins fiaként született a második világháború idején. 1962-től kezdve a Hamburgi Képzőművészeti Főiskolán tanult. 1964 őszétől egy bajorországi filmgyárban töltötte operatőr-asszisztensi szakmai gyakorlatát. 1966-ban megszakította tanulmányait és a Nyugat-Berlinben újonnan megalapított Német Film- és Televízióakadémia dolgozója lett. Az akadémián forgatta első dokumentumfilmjét, amelyben a város utcáin élő TBC-fertőzött hajléktalanok napi túlélési stratégiáit vizsgálta.
1966 őszén Meins először vett részt a baloldali diákok vietnámi háború elleni tüntetésén. 1967. június 2-án részt vett a Benno Ohnesorg halálával végződő demonstráción is, amelyen a nyugat-berlini diákok a perzsa sah látogatása ellen tiltakoztak. Ohnesorg halálát követően a diákság nagy részével együtt Meins is a radikális baloldal híve lett. 1968. február 2-án névtelenül mutatta be Hogyan készítek Molotov-koktélt? című dokumentumfilmjét. A filmben egy Molotov-koktél elkészítésének lépéseit mutatta be; a koktél minden egyes alkotóeleme egy német társadalmi réteget jelképezett. A film végén rövid ideig az Axel-Springer kiadó hamburgi székháza látható, mint a koktél végső rendeltetési helye. Meinst perbe fogták a film miatt, ezért diáktársával a bajor fővárosba ment, ahol éppen akkor nyílt meg a Müncheni Film- és Televízió Főiskola. A Rudi Dutschke ellen elkövetett merénylet után már valóban autókat gyújtott fel a Springer-székház előtt. Májusban részt vett a Német Film- és Televízióakadémia elfoglalásában, ezért 1968 novemberében eltávolították az akadémiáról. Egy évvel később az akadémia visszafogadta hallgatói sorába.

### Terroristaként a Vörös Hadsereg Frakcióban

A RAF jelképe

1969 szeptemberében Meins a nyugat-berlini Kommune 1 nevű baloldali lakóközösség tagja lett. A 883 című anarchista földalatti újságnak dolgozott. 1970. május 14-én földalatti kommunista mozgalomként megalakult a Vörös Hadsereg Frakció (RAF). Meins a 883-ban elhelyezte a RAF Freiheit für alle Gefangenen! (Szabadságot minden fogvatartottnak!) plakátját. Augusztus 14-én egy rendőrautó ellen elkövetett bombamerénylet gyanújával őrizetbe vették, de egy hónapnyi vizsgálati fogság után szabadon engedték.
Holger Meins 1970 októberében Rolf fedőnéven csatlakozott a RAF-hoz és hamis személyazonossági igazolvánnyal eltűnt a hatóságok szeme elől. A terrorcsoportban robbanóanyagok és fegyverek beszerzésével foglalkozott. 1971-re a hatóságok azonosították, pályaudvarokon, nagy forgalmú helyeken az arcképével ellátott rendőrségi plakátokon keresték.
1972-ben Meins részese volt amerikai képviseletek ellen végrehajtott támadásoknak. 1972. június 1-jén a nyugatnémet rendőrség Frankfurtban rajtaütött Meins rejtekhelyén és tűzharcot követően Andreas Baaderrel együtt elfogták.
 Többször is változtattak fogvatartásának helyszínén, előbb Bochumban, majd Koblenzben tartották fogva; a rendőrök a kihallgatások során többször is bántalmazták Meinst.

### Éhségsztrájkok és halála

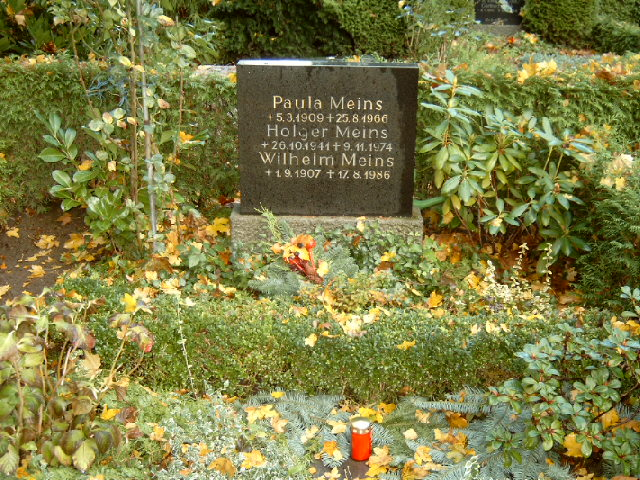
Meins sírja Hamburgban

1973 januárjában a pfalzi Wittlich fogházába került. Itt Holger Meins éhségsztrájkba kezdett, amivel a fogvatartása körülményei ellen akart tiltakozni. Követelte, hogy a nyugatnémet hatóságok tekintsenek hadifogolyként az elfogott terroristákra és szüntessék meg az egymástól való elkülönítésüket. Az öt hetes éhségsztrájk után májusban újabb önkéntes éhezésbe kezdett, melynek során a hatóság elrendelte Meins erőszakkal történő mesterséges táplálását. Meins hét hét elteltével hagyott fel az újabb sztrájkkal. 1974. szeptember 13-án újabb éhségsztrájk következett. A mesterséges táplálás ellenére éhezésének 58. napján, november 9-én Meins szívének leállása miatt elhunyt. Halála napján a 186 cm magas Meins mindössze 39 kilogramm volt. Az 1971 júliusában agyonlőtt Petra Schelm után ő volt a RAF második halottja.
A terroristát Hamburgban temették el 1974. november 14-én. A szertartáson 5000 RAF-szimpatizáns jelent meg. Sírja fölött beszédet mondott az erőszakot elutasító Rudi Dutschke diákvezér is. Meins halála élesen megosztotta az ország lakosságát. A RAF által támadottakat képviselők szerint Meinset legalább jelképesen fel kellett volna akasztani halála után, a nyomozást vezető Otto Schily (későbbi NSZK-belügyminiszter) pedig a patkányok kivégzéséről beszélt.
A RAF a radikális baloldali mozgalom mártírjaként gyászolta Holger Meinst, róla nevezték el a RAF egyik akciócsoportját, a stockholmi NSZK-követséget megtámadó Holger Meins Kommandót. Meins halála döntő lökést adott a második RAF-generáció létrejöttéhez.

### Könyvek
- A XX. század krónikája, Officina Nova Kiadó, Bp., 1994; ISBN 963-477-004-5; p. 1050